# Плімут (Індіана)
Плімут (англ. Plymouth) — місто (англ. city) в США, в окрузі Маршалл штату Індіана. Населення — 10 214 особи (2020).

## Географія
Плімут розташований за координатами 41°20′58″ пн. ш. 86°19′10″ зх. д. / 41.34944° пн. ш. 86.31944° зх. д. (41.349424, -86.319434).  За даними Бюро перепису населення США в 2010 році місто мало площу 19,62 км², з яких 19,51 км² — суходіл та 0,10 км² — водойми.

## Демографія
Згідно з переписом 2010 року, у місті мешкали 10 033 особи в 3940 домогосподарствах у складі 2401 родини. Густота населення становила 511 особа/км².  Було 4451 помешкання (227/км²).
Расовий склад населення:
| - 87,2 % — білих - 0,9 % — чорних або афроамериканців - 0,6 % — корінних американців - 0,5 % — азіатів - 8,3 % — осіб інших рас |

До двох чи більше рас належало 2,5 %. Частка іспаномовних становила 20,0 % від усіх жителів.
За віковим діапазоном населення розподілялося таким чином: 27,9 % — особи молодші 18 років, 56,9 % — особи у віці 18—64 років, 15,2 % — особи у віці 65 років та старші. Медіана віку мешканця становила 34,3 року. На 100 осіб жіночої статі у місті припадало 91,9 чоловіків;  на 100 жінок у віці від 18 років та старших — 85,0 чоловіків також старших 18 років.
Середній дохід на одне домашнє господарство  становив 44 592 долари США (медіана — 34 478), а середній дохід на одну сім'ю — 49 837 доларів (медіана — 42 244). Медіана доходів становила 37 131 долар для чоловіків та 28 698 доларів для жінок. За межею бідності перебувало 23,8 % осіб, у тому числі 33,5 % дітей у віці до 18 років та 11,0 % осіб у віці 65 років та старших.
Цивільне працевлаштоване населення становило 4261 осіб. Основні галузі зайнятості: виробництво — 34,1 %, роздрібна торгівля — 15,2 %, освіта, охорона здоров'я та соціальна допомога — 14,2 %.